# Chambre de commerce et d'industrie de Clermont-Ferrand / Issoire
La chambre de commerce et d'industrie de Clermont-Ferrand / Issoire était l'une des quatre chambres de commerce et d'industrie du département du Puy-de-Dôme.
En 2010, elle a fusionné avec les chambres d'Ambert, Riom et Thiers pour former la chambre de commerce et d'industrie du Puy-de-Dôme, qui fait partie de la chambre régionale de commerce et d'industrie Auvergne.

## Missions
Elle était un organisme chargé de représenter les intérêts des 13000 entreprises commerciales, industrielles et de service des arrondissements de Clermont-Ferrand et d'Issoire, et de leur apporter certains services. C'était un établissement public qui gérait en outre des équipements au profit de ces entreprises.

### Service aux entreprises
- Centre de formalités des entreprises
- Assistance technique au commerce
- Assistance technique à l'industrie
- Assistance technique aux entreprises de service

### Gestion d'équipements
- Aéroport de Clermont-Ferrand Auvergne

### Centres de formation
- Groupe École supérieure de commerce ;
- CCI formation ;
- Institut des métiers.

## Historique
17 septembre 2009 : Décret no 2009-1129 de fusion de la chambre avec Ambert, Riom et Thiers pour former en 2010 la chambre de commerce et d'industrie du Puy-de-Dôme.

## Pour approfondir